# 파슈파티
파슈파티(산스크리트어: पशुपति)는 힌두교의 신이자 "동물의 주"로서 힌두교 신 시바의 화신이다. 또한 "파슈"는 전체 영혼 또는 생물 또는 "아트만"을 의미하며 산스크리트어에서는 '지반'으로, 타밀어에서는 "உயிர்"로 의미한다. 따라서 "아트만"의 주로 번역될 수 있다. 파슈파티는 주로 네팔과 인도에서 숭배된다. 파슈파티는 네팔의 민족신이기도 하다.

## 어원
파슈파티 또는 파슈파티나트는 "모든 동물의 주"을 의미한다. 그것은 원래 베다 시대에 루드라의 별칭이기도 했다. 그리고 시바의 별명 중 하나이기도 하다.

## 역사

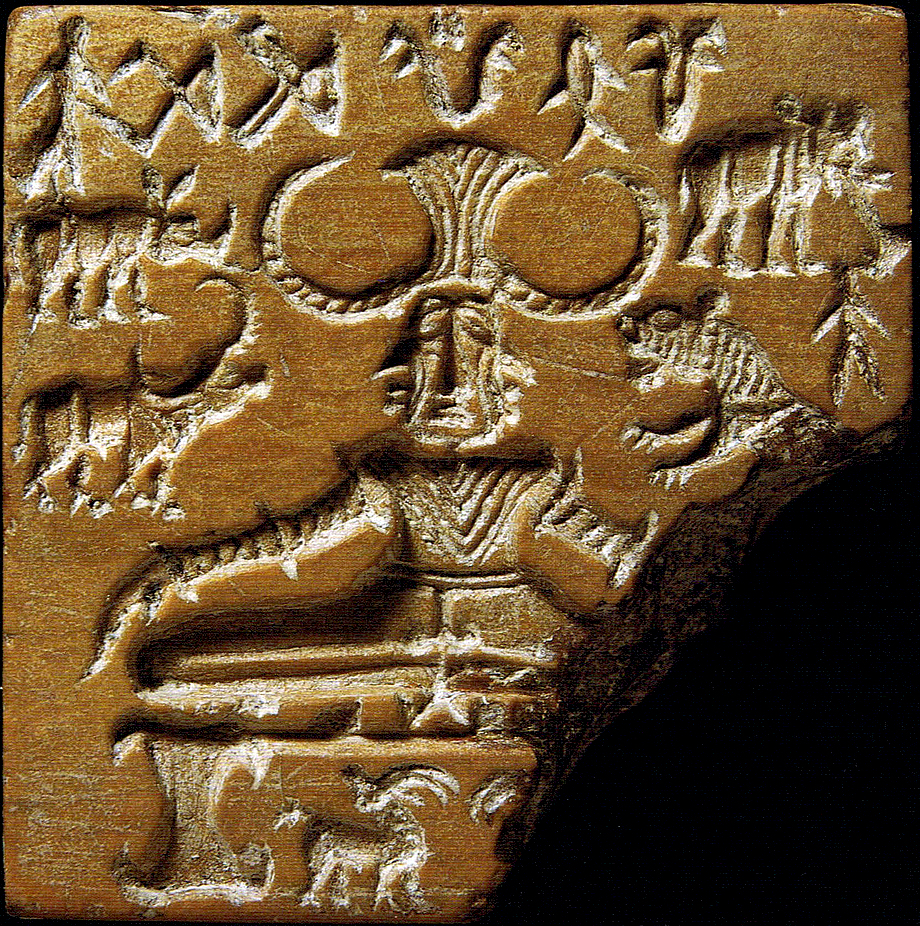
동물들에 둘러싸인 파슈파티 바다표범; 기원전 2350-2000년경. 뉴델리 국립 박물관에 보존되어 있다.

파슈파티에 대한 최초의 주장된 증거는 인더스 계곡 문명(기원전 3300년에서 기원전 1300년)에서 나온 것으로, 그곳에서 파슈파티 인장은 원시 시바를 나타낸다고 한다.

## 신격
파슈파티나트는 힌두교의 삼신일체 중 하나인 시바의 아바타라이다. 그는 샤크티의 남성 대응 물이다.
파슈파티의 다섯 얼굴은 시바의 다양한 화신을 나타낸다; 사드요자타(바룬이라고도 함), 바마데바(우마 마헤슈바라라고도 함), 탓푸루샤, 아고르 & 이사나. 그들은 서쪽, 북쪽, 동쪽, 남쪽 및 천정을 향하고 있으며 힌두교의 다섯 가지 기본 요소인 지구, 물, 공기, 빛 및 에테르를 나타낸다.
푸라나는 시바의 이러한 얼굴을 다음과 같이 설명한다.
사도자타, 밤데바, 타푸루샤, 아고라의 네 얼굴,
다섯째는 이샤나로, 보는 사람도 알 수 없다.

## 나라별 숭배

### 네팔

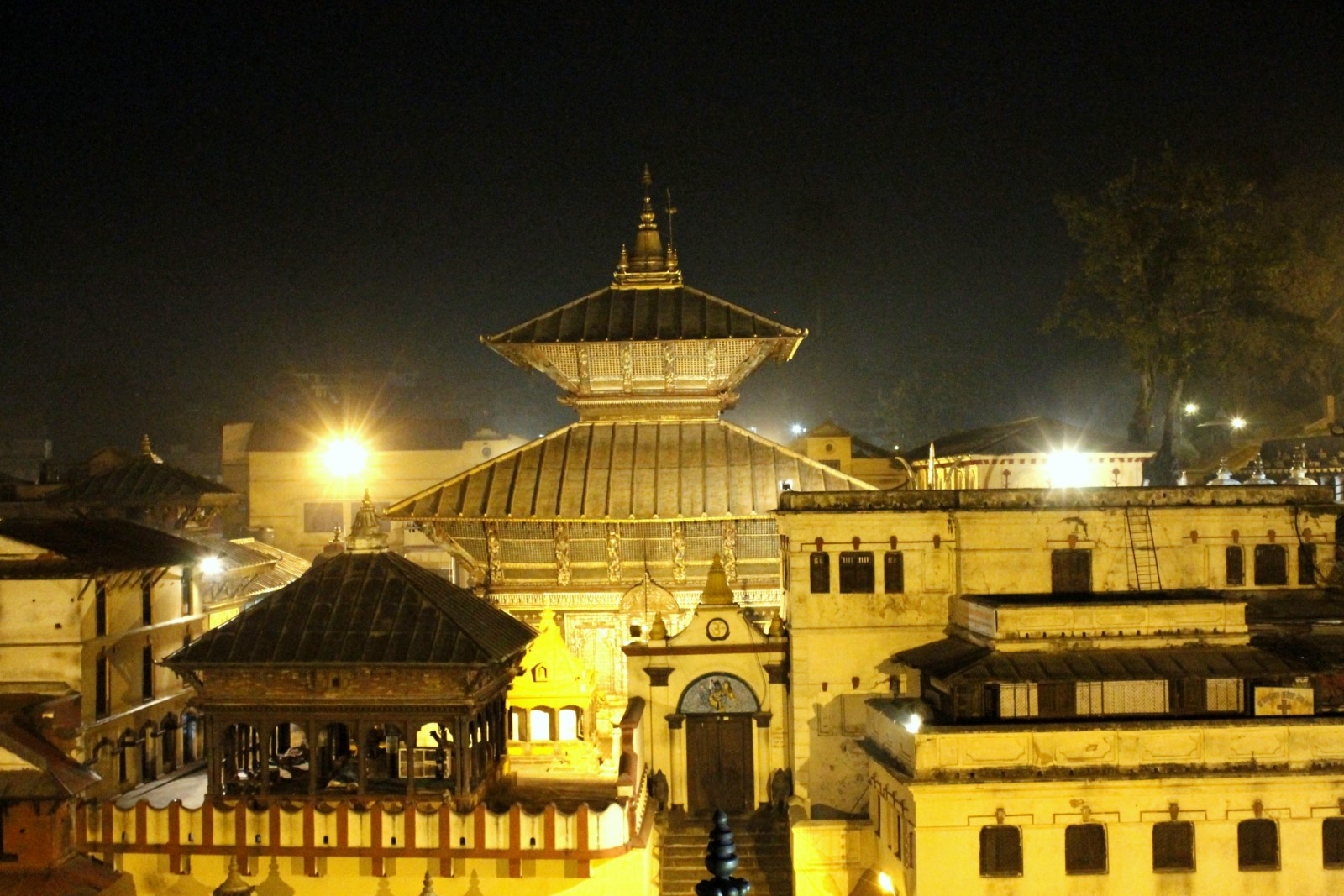
파슈파티나트 사원, 네팔

네팔은 세속 국가이지만 인구 대부분이 힌두인이다. 파슈파티나트는 민족신으로 숭배된다. 바그마티 강둑에 위치한 파슈파티나트 사원은 네팔에서 가장 신성한 장소 중 하나로 간주된다. 신화에서는 파슈파티나트가 카트만두 계곡의 아름다움에 매료되어 사슴의 모습으로 네팔에 살기 시작했다고 한다.

### 인도
파슈파티나트 사원은 인도 마디아프라데시주 만드사우르에 있는 쉬바나강 유역에 있다. 그것은 만드사우르의 가장 중요한 성지 중 하나이며 파슈파티나트 형태의 시바를 모시고 있다. 주요 명소는 시바의 여덟 얼굴을 보여주는 독특한 시바 링가이다. 신사에는 기본 방향을 나타내는 네 개의 문이 있다.

## 파슈파타 시바파
파슈파타 시바파는 파슈파티에서 그 이름을 파생시킨 가장 오래된 시바파 분파 중 하나이다. 종파는 파슈파티를 "최고의 신, 모든 영혼의 주, 모든 존재의 원인"으로 지지한다.

## 같이 보기
- 포트니아 테론
- 인더스 계곡 문명의 종교